# Bud Shank
Bud Shank (27. května 1926 Dayton, Ohio, USA – 2. dubna 2009 Tucson, Arizona, USA) byl americký altsaxofonista a flétnista. Původně se učil na klarinet a k saxofonu přešel až na universitě. V roce 1946 se stal členem skupiny Charlieho Barneta. Během padesátých let spolupracoval například se zpěvačkou Patti Page, kytaristou Laurindo Almeidem nebo trumpetistou Maynardem Fergusonem.
V roce 1962 nahrál album Improvisations spolu s indickým sitáristou Ravi Šankarem. V roce 1965 nahrál flétnu pro píseň „California Dreamin'“ americké skupiny The Mamas and the Papas. V pozdějších letech spolupracoval s mnoha dalšími hudebníky, mezi které patří Lalo Schifrin, Boz Scaggs, Harry Nilsson nebo Gene Clark.
Zemřel na plicní embolii ve věku 82 let. Těsně před svou smrtí pracoval na novém albu.